# تحميل مفرط دوراني مرتبط بنقل الدم
التحميل المفرط الدوراني المرتبط بنقل الدم (بالإنجليزية: Transfusion associated circulatory overload)‏ (ومختصره TACO) هو اختلاط شائع لنقل المشتقات الدموية. يحدث TACO عادة في المرضى الذين يتلقون كمية كبيرة من مشتق دموي خلال فترة قصيرة من الزمن، أو الذين يعانون من أمراض قلبية وعائية أو أمراض كلوية.

## الوبائيات وعوامل الخطر
قد تصاب حالة واحد بالتحميل المفرط الدوراني المرتبط بنقل الدم لكل 100 إلى 10000 حالة نقل دم. تشمل عوامل الخطر للمريض خلل سابق في عمل القلب والكلية. بنية جسدية صغيرة، انخفاض وزن الجسم، أطراف العمر (على سبيل المثال، أقل من 3 سنوات أو أكبر من 60 سنة)، ونقص ألبومين الدم قد تم اقتراحه أيضاً كعامل خطر.

## الأعراض والعلامات
يجب أخذ التحميل المفرط الدوراني المرتبط بنقل الدم بعين الاعتبار عند حدوث زلة تنفسية أو ارتفاع ضغط الدم أثناء أو خلال ست ساعات من نقل الدم. تشمل الأعراض زلة تنفسية حادة، ارتفاع الضغط الدموي، تسرع قلب، وذمة رئة حادة، دليل على توازن سوائل إيجابي.

## تفريقه عن إصابة الرئة الحادة المتعلقة بنقل الدم
يعد التحميل المفرط الدوراني المرتبط بنقل الدم وإصابة الرئة الحادة المتعلقة بنقل الدم (TRALI) حالتين متعلقتين بنقل الدم ويشتركان بأن المريض يجب أن يرقد في المستشفى مدة طويلة. يمكن التفريق بينهما بحدوث تحسن سريري عند إعطاء المدرات لمريض TACO، وعدم حدوث تحسن عند TRALI. كذلك نجد ارتفاع في الببتيد الدماغي المدر للصوديوم في TACO.

## العلاج
يتم بإيقاف نقل المشتقات الدموية ثم إعطاء الأكسجين، تصريف السوائل (عادة عبر المدرات)، الدعم التنفسي في الحالات الشديدة.

## الوقاية
يجب مراقبة المريض المتلقي لنقل الدم، كذلك يجب نقل كميات قليلة وبسرعة بطيئة.